# Prapaqan
Prapaqan (albanisch auch Prapaqan oder auch Prapaçan, serbisch Папраћане Papraćane) ist ein Dorf der Gemeinde Deçan im Kosovo.

## Lage
Das Dorf liegt rund vier Kilometer östlich von Deçan am nördlichen Ufer der Bistrica e Deçanit.
| Strellc i Epërm | Strellc i Ulët                              | Dubovik  |
| Isniq           | Kompassrose, die auf Nachbargemeinden zeigt | Papiq    |
| Pozhar          | Lluka e Poshtme                             | Lumbardh |

## Bevölkerung
Die Volkszählung in der Republik Kosovo vom 1. April 2011 ergab, dass in dem Dorf Prapaqan 740 Menschen wohnten, die sich zu etwa 94,05 % als Albaner bezeichneten.
| Volkszählung | 1948 | 1953 | 1961 | 1971 | 1981 | 1991 | 2011 |
| ------------ | ---- | ---- | ---- | ---- | ---- | ---- | ---- |
| Einwohner    | 351  | 469  | 563  | 621  | 928  | 1087 | 740  |